# René-Jean Coquin

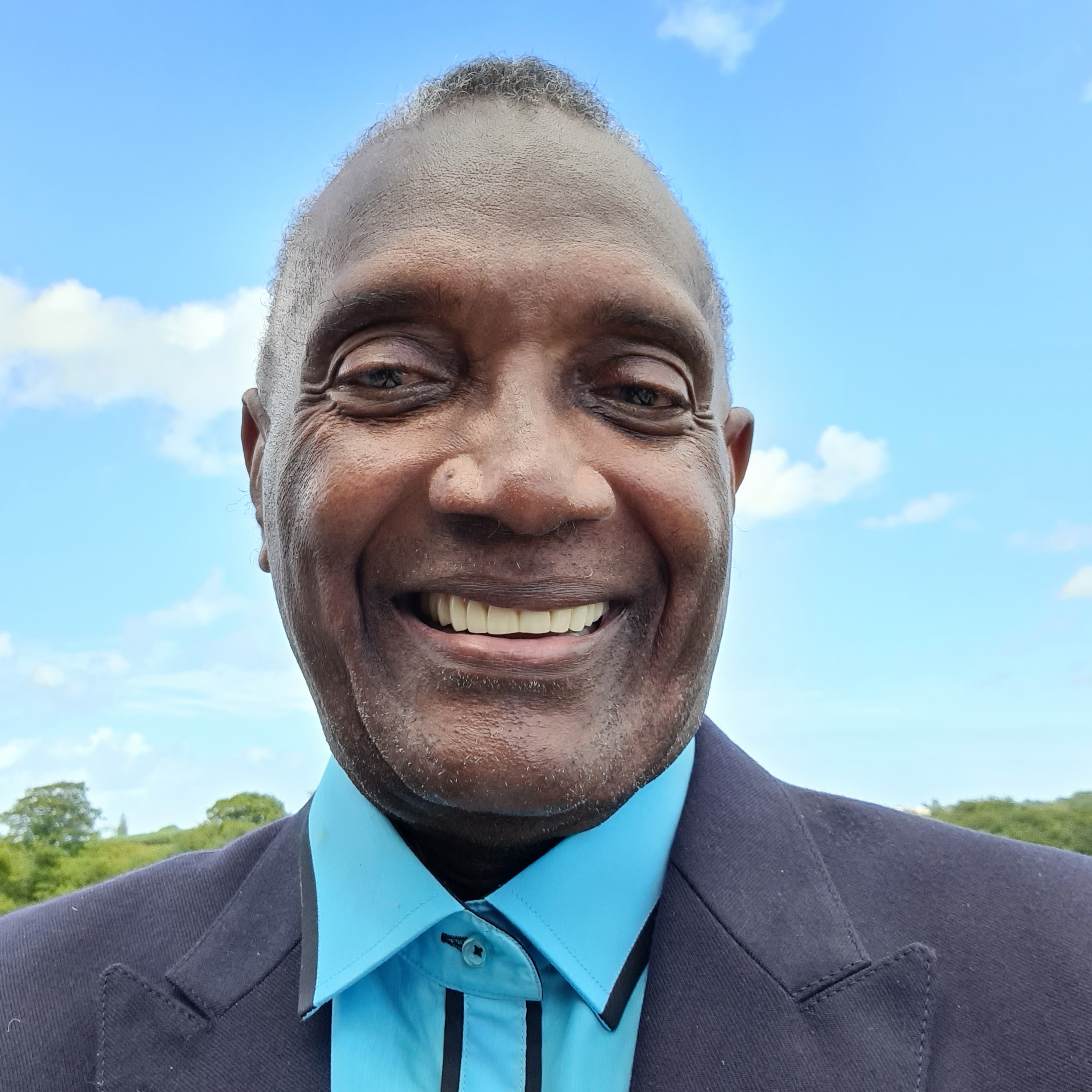

René-Jean Coquin (né le 25 novembre 1956 à Pointe-à-Pitre) est un athlète français, spécialiste du lancer du disque et du poids.

## Biographie
Il est sacré champion de France du lancer du disque en 1984 à Villeneuve-d'Ascq.
Son record personnel, établi en 1984 à Colombes, est de 61,98 m.
Il a été recordman de France au lancer du poids espoir avec 18,05 m pendant 23 ans.
Il est encore recordman de France junior garçons au lancer du disque UNSS avec 51,94 m.
Athlète international pendant plus de 10 ans en équipe de France "Elite".
Sports pratiqués au haut niveau en Guadeloupe, dans l'hexagone et dans le monde entier : natation, judo, basket-ball, handball et athlétisme.
En décembre 2019, il a soutenu une thèse de doctorat de sciences de l'éducation à l'université de Rouen-Normandie, intitulée Des stratégies au service des professeurs d'EPS pour faire face à la violence des collégiens, sous la co-directions des professeurs Jean-Luc Rinaudo et Laurent Lescouarch.